# Richard Arche
Richard Arche (também Archer) LL. B., DCL foi um cónego de Windsor de 1538 a 1553.

## Carreira
Ele foi nomeado:
- Vigário de Ramsbury, Wiltshire 1518
- Vigário de Avebury, Wiltshire 1520
- Diretor do Broadgates Hall, agora Pembroke College, Oxford 1526
- Capelão de Henrique VIII da Inglaterra 1538
- Reitor de Hanney, Berkshire 1543
- Tesoureiro da Catedral de Salisbury 1551
- Prebendário de Faringdon na Catedral de Salisbury 1524
- Reitor de Clewer 1554

Ele foi nomeado para a nona bancada na Capela de São Jorge, Castelo de Windsor em 1538, posição que ocupou até 1553, quando faleceu. Ele era um confessor dos Mártires de Windsor.